# Dywizja Kozaków Sułtańskich

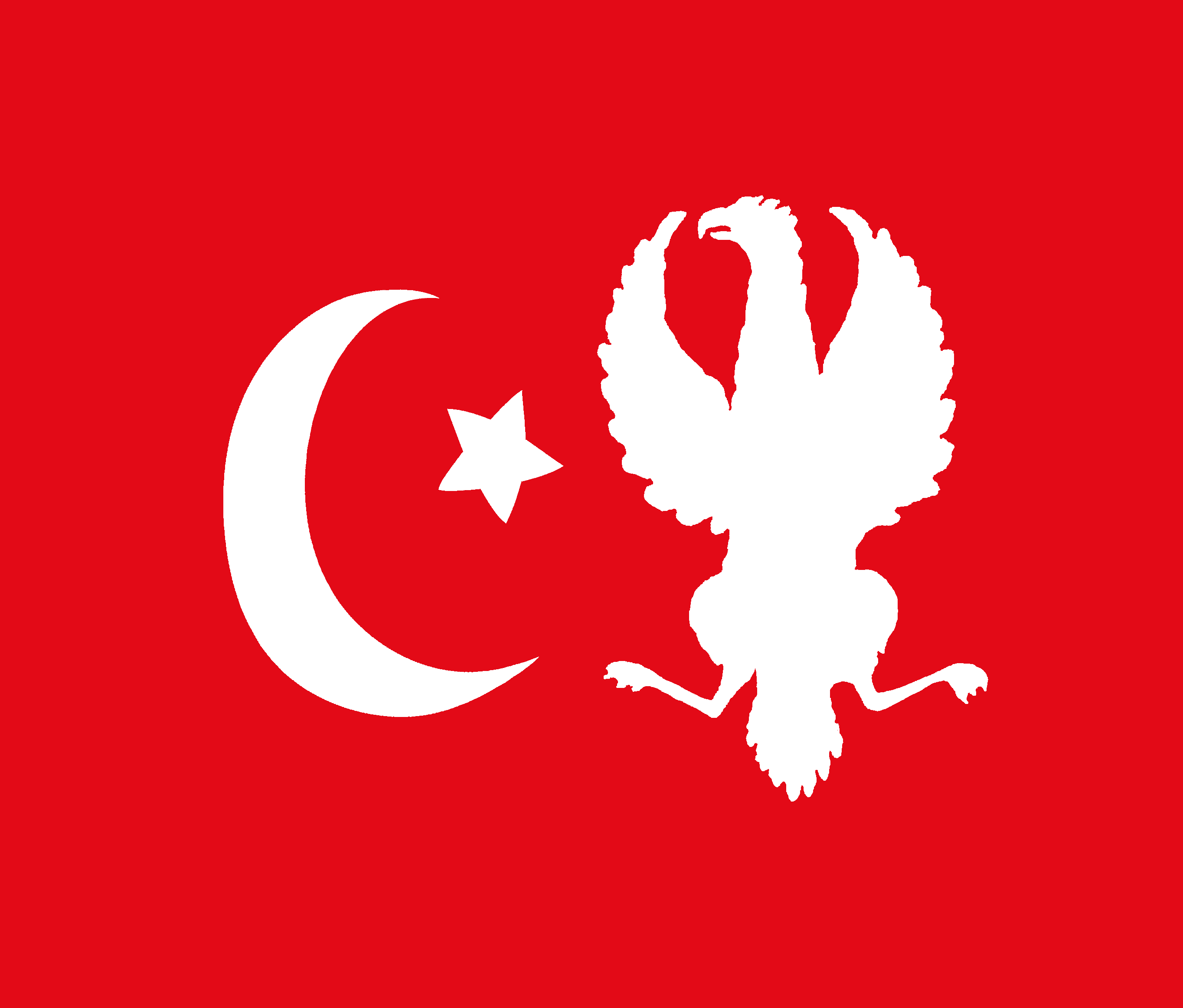
Sztandar Dywizji Kozaków Sułtańskich, tworzonej pod auspicjami Hôtel Lambert

Dywizja Kozaków Sułtańskich – zalążek polskiej formacji wojskowej, utworzonej pod auspicjami Hotelu Lambert jesienią 1855 w czasie wojny krymskiej.
Dowódcą jednostki był gen. Władysław Zamoyski, którego awansowano do angielskiego stopnia generała dywizji.
Oficjalna nazwa oddziału to Dywizja Kozaków Sułtańskich ponieważ Anglicy sprzeciwiali się dodaniu w nazwie określenia: „polska”. Mimo to Zamoyski nie chcąc zrażać Polaków nieoficjalnie określał tę jednostkę mianem polskiej dywizji. Dywizja nie posiadała własnej chorągwi.
Dywizja formalnie należała do 20-tysięcznego kontyngentu armii tureckiej, będącego pod rozkazami i na żołdzie Brytyjczyków.
Zgoda na formowanie oddziału została przekazana 16 listopada 1855. Według Projektu Zamoyskiego przedstawionego Anglikom we wrześniu 1855 oddział ten miał składać się z 4000 konnych, 1000 strzelców pieszych, 600 artylerzystów i saperów i 400 żołnierzy pozostałych służb. Rząd brytyjski jednak ustalił inny skład dywizji. Dywizja miała składać się z dwóch brygad. Pierwsza brygada (piechoty) składała się z dwóch pułków piechoty po 1000 żołnierzy i batalionu strzelców liczącego 1000 ludzi. Drugą brygadę (jazdy) miały tworzyć dwa pułki jazdy po 500 kawalerzystów. W sumie w dywizji miało więc znajdować się 1000 kawalerzystów i 3000 żołnierzy piechoty. Do dywizji włączono powstały wcześniej II Pułk Kozaków Sułtańskich. Powstały wcześniej I Pułk Kozaków Sułtańskich nie został włączony do dywizji w wyniku sprzeciwu Michała Czajkowskiego, który nie chciał, aby jego pułk znalazł się pod rozkazami Brytyjczyków i samego Zamoyskiego.
1 stycznia 1856 rozpoczęto nabór Polaków do dywizji. Oficerowie i podoficerowie mieli zgłaszać się do agend dywizji w Paryżu, Londynie, Strasburgu i Marsylii. 18 marca 1856 Anglicy zakazali dalszego werbunku do dywizji. 30 marca w Paryżu zawarto traktat pokojowy kończący wojnę. W tym czasie dywizja liczyła 1500 żołnierzy bez oficerów. 31 lipca dywizję rozformowano. Oddział nie brał udziału w walkach.
Archiwum Dywizji Kozaków Sułtańskich mieści się w obecnie Bibliotece Kórnickiej.
Dalsze losy żołnierzy:
Około 500 żołnierzy wróciło na Zachód. 64 Polaków wyjechało do Algierii, żeby służyć we francuskiej Legii Cudzoziemskiej, ale tylko 55 podpisało 5-letnie kontrakty. 100 polskich ochotników udało się na Kaukaz. Żołnierze ci walczyli przez 2 lata z Rosjanami po stronie partyzantki czerkieskiej. 200 żołnierzy zaciągnęło się do pułku Michała Czajkowskiego. Około 300 ludzi zdecydowało osiedlić się na terenie Turcji. Pozostali rozeszli się po Bałkanach.